# 동방심비록 ~ Urban Legend in Limbo
《동방심비록 ~ Urban Legend in Limbo》(일본어: 東方深秘録 〜 Urban Legend in Limbo.)은 상하이 앨리스 환악단과 황혼 프론티어와의 공동으로 제작한 외전 작품이다.